# Conocimiento del dominio
El conocimiento del dominio es el conocimiento de una disciplina o campo específico y especializado, en contraste con el conocimiento general (o independiente del dominio). El término se usa a menudo en referencia a una disciplina más general, por ejemplo, para describir a un ingeniero de software que tiene un conocimiento general de la programación de computadoras, así como un dominio del conocimiento sobre el desarrollo de programas para una industria en particular. Las personas con conocimientos de dominio a menudo se consideran especialistas o expertos en su campo.

## Captura de conocimiento
En ingeniería de software, el conocimiento del dominio es el conocimiento sobre el entorno en el que opera el sistema de destino, por ejemplo, los agentes de software. El conocimiento del dominio generalmente se debe aprender de los usuarios de software en el dominio (como especialistas/expertos en el dominio), en lugar de los desarrolladores de software. Puede incluir flujos de trabajo de usuarios, canalizaciones de datos, políticas comerciales, configuraciones y restricciones, y es crucial en el desarrollo de una aplicación de software. El conocimiento del dominio del experto (frecuentemente informal y mal estructurado) es transformado en programas de computadora y datos activos, por ejemplo en un conjunto de reglas en bases de conocimiento, por ingenieros de conocimiento.
La comunicación entre los usuarios finales y los desarrolladores de software suele ser difícil. Deben encontrar un idioma común para comunicarse. Desarrollar suficiente vocabulario compartido para comunicarse a menudo puede llevar un tiempo.
El mismo conocimiento puede estar incluido en diferentes dominios de conocimiento. El conocimiento que puede ser aplicable a varios dominios se denomina conocimiento independiente del dominio, por ejemplo, la lógica y las matemáticas. Las operaciones sobre el conocimiento del dominio son realizadas por el metaconocimiento.